# Sztyepan Sztyepanovics Cvik
Sztyepan Sztyepanovics Cvik (Oroszul: Степан Степанович Цвик; Adamovka, 1926. augusztus 1. – Hornosztajivka, 2006. szeptember 5.), szovjet katona, aki részt vett az 1956-os forradalom leverésében.

## Élete
Cvik 1926. augusztus elsején született a Cserkaszi terület Adamovka nevű falujában, az Ukrán SZSZK-ban. Ukrán nemzetiségű, paraszti származású. Az iskola tíz osztályát végezte el, majd 1943 novemberétől a hadseregben szolgált. A második világháború alatt az 1. Balti Front kötelékében harcolt, amiért 1985-ben elnyerte a Honvédő Háború Érdemrend I. fokozatát. 1952-ben elvégezte a Szaratovi Páncélos Főiskolát. Ezután 1956 őszéig hadnagyi rendfokozatban szolgált a Románia területén állomásozó 33. gépesített gárdahadosztály 71. páncélos ezredében. 1956 októberében egységével Magyarországra vezényelték, ahol részt vett a felkelés leverésében. Az „ellenforradalmi lázadás leverése során tanúsított helytállásáért és hősiességéért” 1956. december 18-án a Szovjetunió Hőse, a Lenin-rend és az Arany csillag kitüntetéseket kapta.
Cvik 1976-ban alezredesi rendfokozattal vonult nyugdíjba, de később ezredessé léptették elő. Nyugalomba vonulása után a Herszoni terület Hornosztajivka nevű kisvárosában telepedett le, és a helyi 1. számú középiskolában honvédelmi ismereteket oktatott. Az iskolát halála után róla nevezték el. 2006. szeptember 5-én hunyt el. Hornosztajivkában temették el.